# Black Sabbath (album)
Black Sabbath – debiutancki album studyjny angielskiego zespołu muzycznego Black Sabbath, opublikowany 13 lutego 1970 w Anglii i 1 czerwca w Stanach Zjednoczonych.
W 2003 album został sklasyfikowany na 241. miejscu „listy 500 albumów wszech czasów” magazynu „Rolling Stone”. Największy sukces komercyjny odniósł utwór N.I.B.

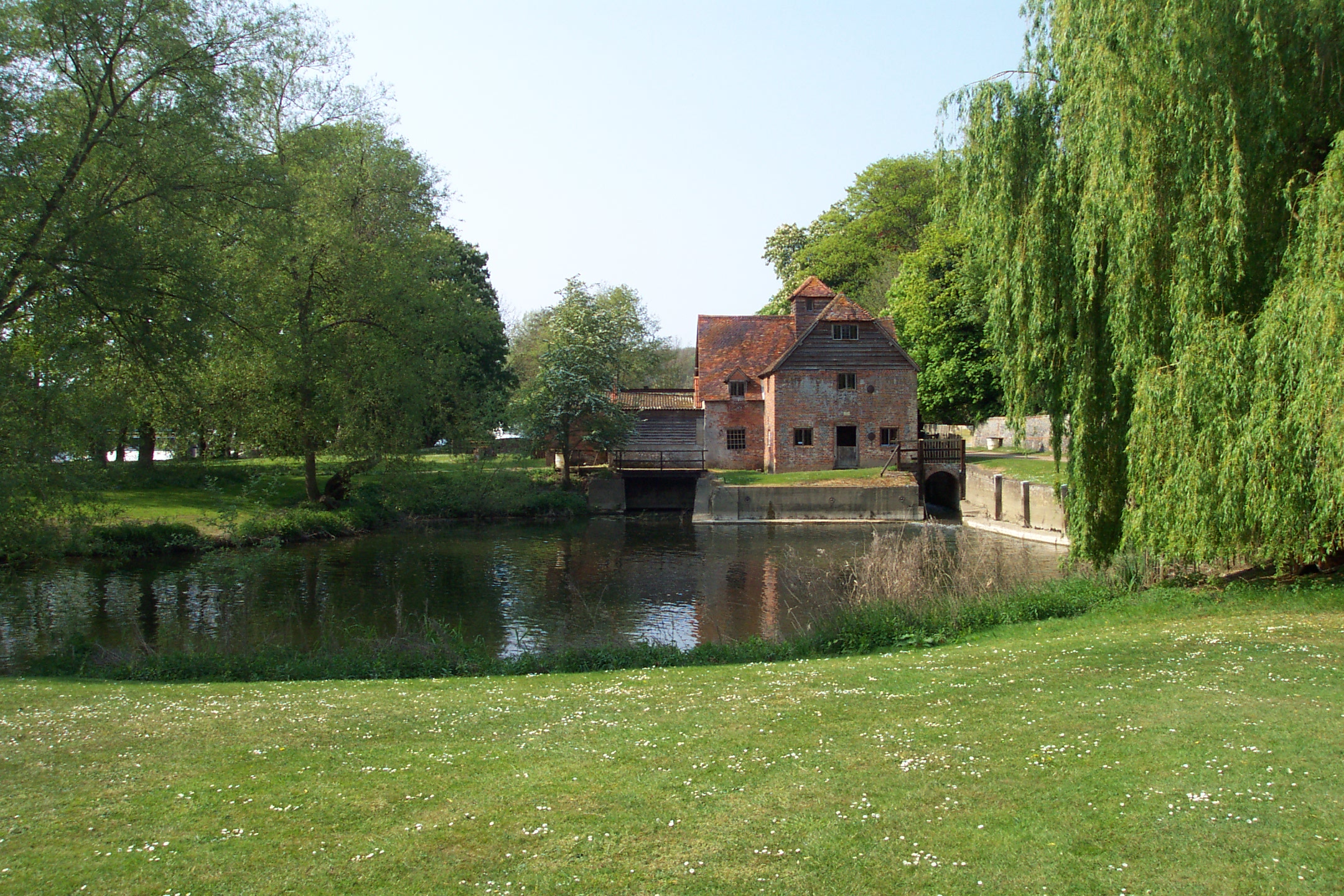
Młyn wodny Mapledurham, który widnieje na okładce albumu

## Lista utworów
| 1. | Black Sabbath (Iommi, Ward, Butler, Osbourne)                      | 6:18  |
|    |                                                                    |       |
| 2. | The Wizard (Iommi, Ward, Butler, Osbourne)                         | 4:21  |
|    |                                                                    |       |
| 3. | Behind the Wall of Sleep / Wasp (Iommi, Ward, Butler, Osbourne)    | 3:37  |
|    |                                                                    |       |
| 4. | N.I.B. / Bassically (Iommi, Ward, Butler, Osbourne)                | 6:04  |
|    |                                                                    |       |
| 5. | Evil Woman (Wiegland, Wiegland, Waggoner)                          | 3:22  |
|    |                                                                    |       |
| 6. | Sleeping Village / A Bit of Finger (Iommi, Ward, Butler, Osbourne) | 3:48  |
|    |                                                                    |       |
| 7. | Warning (Dunbar, Moreshed, Dmochowski, Hickling)                   | 10:34 |
|    |                                                                    |       |
| 8. | Wicked World (Iommi, Ward, Butler, Osbourne)                       | 4:43  |
|    |                                                                    |       |
|    |                                                                    | 42:47 |
|    |                                                                    |       |
Uwagi:
- Evil Woman znajdował się na europejskim wydaniu płyty, Wicked World na amerykańskim. Wznowiona w roku 1996 przez wytwórnię Castle Communications PLC (ESM CD 301) wersja płyty Black Sabbath połączyła obie wersje – na płycie znajdują się oba utwory (powyższy wykaz to właśnie zawartość tego wydania).
  - Evil Woman to przeróbka utworu zespołu Crow
  - Warning to przeróbka utworu zespołu Aynsley Dunbar Retaliation
  - Wasp, Bassically oraz A Bit of Finger są kilkunastosekundowymi wstępami poprzedzającymi właściwe utwory i często nie są wymieniane na płytach

## Twórcy
- Ozzy Osbourne – wokal, harmonijka
- Geezer Butler – gitara basowa
- Tony Iommi – gitara
- Bill Ward – perkusja, wokal
- Michael Howse – gitara basowa
- Bill Russell – perkusja
- Tom Allom – inżynier
- Barry Sheffield – inżynier

## Pozycje na listach
| Lista         | Kraj              | Pozycja |
| ------------- | ----------------- | ------- |
| Billboard 200 | Stany Zjednoczone | 23      |
| OLiS          | Polska            | 35      |